# La Pioche ou la Raison
La Pioche ou la Raison est un conte de Mayeul illustré par George.

## Résumé
Destiné aux petits comme aux grands, La Pioche ou la Raison décrit une rencontre entre le narrateur, le peuple lilliputien des « Trum’s » et les « Moigeux ». Avec son écriture simple et poétique, l’auteur signe une réflexion sur les rapports humains, la fragilité de l’environnement, mais aussi une critique de l'égocentrisme. Alors que les « Trum's », qui arrivent à prendre conscience de leur vie, de leur planète et à les changer, les « Moigeux » restent des êtres égocentriques et destructeurs. Petits mais sages, les « Trum's » devront pourtant cohabiter avec ces « Moigeux » sur une seule planète.
Chacun y verra la morale de l'histoire, une philosophie de vie. Les chapitres courts et denses, commencent par des citations à méditer, comme celle, voltairienne : « Ce n'est bon à rien que n'être bon qu'à soi ». Les illustrations, très simples et rondes, créent un univers enfantin. Mais ne pas se méprendre : cette nouvelle emmènera les lecteurs dans un monde où les problèmes, comme l'écologie, ne sont pas éloignés des nôtres...